# Caprolactamă
Caprolactama (ε-caprolactama) este un compus organic de tip lactamă, fiind un compus heptaciclic, cu formula chimică (CH2)5C(O)NH. Denumirea sa provine de la faptul că este derivat de la acidul caproic (hexanoic). Este utilizată în sinteza anumitor compuși, precum fibre sintetice (Nylon 6) și materiale plastice. În trecut, era obținută din caprolactonă.